# Grand projet ferroviaire du Sud-Ouest
Le Grand projet ferroviaire du Sud-Ouest (ou GPSO), est un projet ferroviaire concernant le Sud-Ouest en France, et qui a pour but la création de deux lignes à grande vitesse (LGV), celle de Bordeaux - Toulouse et celle de Bordeaux - Espagne (dont une partie en tronc commun), ainsi qu'un aménagement ferroviaire au sud de Bordeaux (AFSB) et un au nord de Toulouse (AFNT). Le maître d'ouvrage de ce projet est SNCF Réseau.
Trois enquêtes publiques distinctes et concomitantes ont été ouvertes du 14 octobre au 8 décembre 2014. Bien que massivement participatives et en défaveur du projet, ces enquêtes ont donné lieu à une déclaration d'utilité publique du projet en 2016. Cette déclaration a été annulée en 2017 avant d'être rétablie définitivement. Aujourd'hui, malgré une contestation grandissante dans les territoires traversés, le projet est toujours d'actualité. Il risque cependant d'être réalisé dans des délais rallongés.

## Calendrier du projet
- 2015 : Résultat des enquêtes
- 2 juin 2016 : Déclaration d'utilité publique des deux lignes
- 29 juin 2017 : Annulation de la déclaration d'utilité publique d'une portion nord du projet
- 2018 : Le projet est à nouveau d'actualité, mais comptera des retards importants par rapport aux dates initiales[2]
- 2021 : Création de la société de financement du GPSO
- 2023 : Début de la taxe locale de financement
- 2023 : début des travaux des AFNT et AFSB
- 2032 : Mise en service prévue de la LGV Bordeaux - Toulouse.

## Projet
Le projet a quatre objectifs : la création des LGV Bordeaux - Toulouse et Bordeaux - Espagne, mais aussi l'amélioration de la desserte ferroviaire de la couronne nord de Toulouse et de la couronne sud de Bordeaux. Ce projet entraîne aussi des aménagements dans et autour des gares, comme pour le quartier Marengo, à Toulouse, (quartier de la gare Matabiau) qui va faire l'objet d'un réaménagement total (et aussi la construction d'une Tour d'Occitanie). Les gares sur le parcours de la LGV sont également totalement réaménagées.
Le projet retenu se caractérise par un tracé d'intérêt régional ambitionnant, outre les liaisons vers l'Espagne et vers Toulouse, la desserte des chefs-lieux de département Agen, Montauban et Mont-de-Marsan par des gares nouvelles situées à l'écart de ces agglomérations. La branche sud-ouest suit, au sortir de la Gironde, un tracé proche de l'autoroute A65 en direction de Pau plutôt que de l'A63 vers l'Espagne.
Le projet prévoit d'y faire circuler des « Trains aptes à la Grande Vitesse » (TaGV) s'arrêtant à ces gares nouvelles mais aussi des « Trains régionaux à grande vitesse » (SRGV) desservant aussi des haltes (Captieux/Escaudes et Saint-Geours-de-Maremne).

### LGV Bordeaux - Toulouse
La LGV Bordeaux - Toulouse est une partie du Grand Projet ferroviaire du Sud-Ouest. Elle a pour objectif de réduire les temps de parcours en train entre Toulouse et Paris, Toulouse étant l'une des métropoles françaises les plus mal desservies par les réseaux ferroviaires : il faut aujourd'hui plus de quatre heures pour rallier Toulouse à Paris. Mais le projet doit aussi mieux desservir les différentes grandes villes du sud-ouest, comme Montauban ou Agen. La ligne devrait donc réduire de plus d'une heure les temps de parcours entre la métropole toulousaine et la capitale française.
Le projet devrait être achevé vers 2032 dans le meilleur des scénarios selon des prévisions de 2023.
Le projet prévoit aussi le réaménagement des gares d'Agen et de Montauban-Ville-Bourbon.

### LGV Bordeaux - Espagne
La LGV Bordeaux - Espagne est aussi une partie du GPSO. Il est prévu de créer la ligne en deux temps : en premier lieu, relier Bordeaux à Dax (mise en service estimée en 2023 à l'horizon 2037) et ensuite de Dax à l'Espagne (mise en service estimée en 2023 à 2042). En 2024 le directeur général de la société des Grands Projet du Sud Ouest souhaite une mise en service vers Dax en 2034.

### Aménagements Ferroviaires au Nord de Toulouse (AFNT)
Mais le GPSO n'a pas comme seuls projets la création de lignes à grande vitesse : il prévoit aussi un réaménagement ferroviaire au nord de la métropole toulousaine. Aujourd'hui, l'aire urbaine de Toulouse est la quatrième de France, mais elle compte de nombreuses problématiques en termes de mobilités : le périphérique de Toulouse compte maintenant de nombreux bouchons et les transports en commun sont encore minimes dans les déplacements depuis la couronne périurbaine.
Le projet prévoit donc de passer de deux ou trois voies à quatre voies entre Toulouse-Matabiau et la gare de Saint-Jory (où la LGV rejoindra le réseau classique), afin d'avoir la place nécessaire pour créer un réseau de "TER cadencé" au quart d'heure en heure de pointe, de type RER, entre Castelnau-d'Estrétefonds et Toulouse. Mais le projet permettra aussi de désengorger les voies ferroviaires du nord toulousain, aujourd'hui saturées.
Le projet prévoit un réaménagement des gares de Castelnau-d'Estrétefonds, Saint-Jory, Fenouillet - Saint-Alban et Toulouse - Lalande-Église, mais aussi un déplacement de la gare de Lacourtensourt afin d'améliorer l'intermodalité avec le réseau Tisséo, et un déplacement de la gare de Route-de-Launaguet afin de connecter la gare avec la station La Vache, sur la ligne B du métro et la future ligne C. Enfin, le projet prévoit aussi la construction de deux ouvrages de protection, situés à proximité des sites Seveso du triage de Saint-Jory.

### Aménagements Ferroviaires au Sud de Bordeaux (AFSB)
Le GPSO prévoit un aménagement ferroviaire au sud de Bordeaux, qui se résumerait à la création d'une troisième voie entre le triage d'Hourcade et Saint-Médard-d'Eyrans, la suppression de 6 passages à niveaux, le réaménagement de plusieurs gares et haltes ferroviaires, et la réorganisation de la circulation des trains dans le sud bordelais.

## Gains de temps
Le Grand projet ferroviaire du Sud-Ouest permettra de réduire les temps de parcours ainsi qu'indiqué dans le tableau des meilleurs temps de parcours : 
|                    | Aujourd'hui                 | Après le "Y Basque"         | Après GPSO phases 1 (Bordeaux-Dax/Toulouse) | Après GPSO phase 2(Dax-frontière) |
| ------------------ | --------------------------- | --------------------------- | ------------------------------------------- | --------------------------------- |
| Bordeaux-Toulouse  | 2h01                        | 2h01                        | 1h05                                        | 1h05                              |
| Bordeaux-Barcelone | 4h50                        | 4h50                        | 3h50                                        | 3h50                              |
| Bordeaux-Marseille | 5h20 via Paris, 6h10 direct | 5h20 via Paris, 6h10 direct | 4h20                                        | 4h20                              |
| Bordeaux-Bayonne   | 1h38                        | 1h38                        | 1h18                                        | 1h08                              |
| Bordeaux-Bilbao    | 4h30*                       | 3h15                        | 2h55                                        | 1h55                              |
| Bordeaux-Madrid    | 9h*                         | 5h15                        | 4h55                                        | 3h55                              |
| Paris-Toulouse     | 4h10                        | 4h10                        | 3h10                                        | 3h10                              |
| Paris-Bayonne      | 3h45                        | 3h45                        | 3h25                                        | 3h15                              |
| Paris-Madrid       | 9h00 via Barcelone          | 7h25                        | 7h05                                        | 6h05                              |
| Toulouse-Bayonne   | 3h30                        | 3h30                        | 2h25                                        | 2h15                              |

Les temps de parcours marqués d'une astérisque sont réalisés avec un changement de train à la frontière (Hendaye-Irun) dû à la différence d'écartement des rails, à noter que des travaux sont en cours en Espagne afin de modifier l'écartement d'une voie entre le Y basque et la France, permettant aux trains de ne plus s'arrêter à la frontière.
Les trajets avec correspondances ne tiennent pas compte des horaires des trains.
Certains trajets actuels cités sont calculés avec des arrêts intermédiaires. Ce qui n'est pas le cas des temps de trajets projetés avec la réalisation des lgv. Ainsi, un Intercités Bayonne Toulouse s'arrête dans 5 gares intermédiaires actuellement. Mais les temps de parcours projetés via la lgv ne comptabilisent pas la perte de temps qui serait induite par des arrêts supplémentaires.

## Financement
Le coût de projet est estimé à 14,3 milliards d'euros, uniquement pour la phase 1 . C'est la LGV la plus chère jamais construite en France, que ce soit en terme de prix par temps gagné ou de prix par kilomètre.
Il est partagé à hauteur de 40% par l'état, 40% par les collectivités locales, et 20% par l'Union Européenne.
Il se répartit comme suit, en euro courant 2022 :
- 900 millions pour les AFSB (phase 1)
- 900 millions pour les AFNT (phase 1)
- 1,9 milliard pour le tronc commun des deux lignes au sud de Bordeaux (phase 1)
- 6,6 milliards pour la section tronc commun–AFNT (phase 1)
- 3,7 milliards pour le tronçon tronc commun–Dax (phase 1)

Viendront s'ajouter 4 milliards supplémentaires pour la phase 2 (Dax - Espagne), non inclus à ce jour.
Une taxe spéciale d’équipement voit le jour en 2023, directement prélevé via la taxe fonciere des propriétaires de bâtis. Cette taxe doit rapporter 24 millions d’euros en 2023, venant alimenter la contribution annuelle des collectivités locales.
2340 communes de Nouvelle Aquitaine et d’Occitanie sont concernées par cette nouvelle taxe, les communes devant être situées à moins d’une heure d’une nouvelle gare LGV.
Au 1er janvier 2024 deux nouvelles taxes voient le jour, au profil des collectivités locales pour alimenter le financement du projet : la taxe spéciale complémentaire à la cotisation foncière des entreprises et une taxe additionnelle à la taxe de séjour, à vocation régionale.

## Impact écologique
Le principal impact serait le morcèlement de la vallée du Ciron, qui abrite une hêtraie relictuelle (vestige d'une hêtraie remontant à 43 000 ans et génétiquement distincte des hêtraies pyrénéennes) faisant de cette forêt « la plus ancienne de France » où résident des espèces protégées. Le long du tracé, 5000Ha de zones classées Natura2000, zones humides, agricoles seraient ainsi menacés par la création d'ouvrages d'art, viaducs, pompages des nappes phréatiques, création de carrières, et autres artificialisations d'espaces naturels.
L’appellation des vins de Sauternes serait également pénalisée, puisqu’elle dépend directement d’un processus naturel lié au Ciron : en alternant brumes matinales humides et après-midis secs, son microclimat favorise l’apparition du Botrytis Cineréa qui en colonisant les vignes, apporte la pourriture noble conférant le caractère liquoreux du vin de Sauternes.

## Controverses
Selon la Cour des comptes, le modèle de la grande vitesse ferroviaire présente "des limites pour un coût insoutenable" dans un rapport déjà rendu en 2014.
Selon Le Figaro, « la Fédération nationale des associations d'usagers des transports (FNAUT), Voyages SNCF, SNCF Réseau et le rapport du Conseil des orientations en infrastructures plaident plutôt pour une ligne nouvelle (…) desservant les gares de centre-ville avec des trains roulants à 250 km/h ».
Les opposants à la LGV font valoir les arguments suivants :
- Le déni de démocratie : les enquêtes publiques bien que massivement participatives et défavorables au projet (93% des voix contre, sur 14000 exprimés, dont les 21 commissaires enquêteurs[24]), ont abouti à des déclarations d'utilité publique confirmant la réalisation du projet.
- le coût de 14,3 Milliards d'euros serait très probablement obsolète. Estimé en 2014 avant les crises du Covid19 et du conflit en Ukraine, il serait en réalité bien supérieur du fait de l'inflation subie depuis lors.
- le financement du projet repose en partie sur la création d'un nouvel impôt assumé par les contribuables de 2340 communes du sud-ouest[25], qui en plus de voir leur quotidien perturbé par les travaux puis par le passage des trains, devront s’acquitter d'une taxe sur les équipements à compter de 2023 et ce, pendant les 40 prochaines années. Cette taxe figure directement sur la feuille d’impôts, et sera réévaluée chaque année[26].
- la participation de l'Union Européenne qui n'est pas acquise, du fait que le projet ne porte en l'état (phase 1) que sur des voies ferrées françaises.
- la pertinence d'une alternative au projet, consistant à aménager les voies existantes pour y faire circuler les trains à une plus grande vitesse qu'actuellement, a été étudié par l'école polytechnique de Lausanne[27]. Cette alternative permettrait dans le scénario le moins impactant foncièrement (création d'un shunt au Nord de Langon) de gagner 7 minutes de temps de parcours sur Bordeaux - Toulouse par rapport à la situation actuelle, contre 56 minutes de gagnées par la LGV. Cela éloignerait fortement des gains de temps promis par la création des nouvelles lignes, mais diminuait l'impact financier à court terme.
- la nouvelle ligne vers Dax étant plus longue de 30 km que la ligne actuelle, elle ne ferait gagner que quelques minutes pour un coût de près de 4 Milliards d'euros.
- les estimations de trafic sont exagérées et non conformes au retour d'expérience de projets similaires.
- les lignes actuelles ne sont pas saturées hormis les goulets d'étranglement du sud de Bordeaux et du nord de Toulouse qui appellent des actions locales (AFSB et AFNT) .
- les « gares-betteraves » (gares situées à des dizaines de kilomètres d'agglomération, tel que Meuse TGV ou Haute Picardie) éloignent les usagers du service en les poussant sur les routes .
- la question écologique à l'aune des recommandations du GIEC ; mettant en cause l'émission de 3,4 Millions de tonnes de CO2[28] et la destruction de 4830Ha de zones naturels et/ou agricoles[28]. Le bilan carbone du projet serait ainsi déficitaire pendant les 10 premières années de la mise en service de la LGV avant  de devenir favorable[29].
- le non-sens énergétique à l'heure de la sobriété : avec des trains toujours plus voraces en énergie car roulant 2 fois plus vite.

Selon Pierre Hurmic, l'accélération de la ligne classique serait moins couteuse et ne ferait perdre qu'au plus 29 minutes par rapport à la LGV (cas des trains directs, les plus pénalisés). L’accélération de la ligne s'appuie entre autres sur 3 shunts : Langon, Port-Sainte-Marie et Moissac. En revanche, seule une ligne nouvelle permet d'atteindre le seuil psychologique des 3 heures à partir duquel on pourrait espérer un report significatif des usagers de l'avion vers le train sur Paris - Toulouse. Cependant, le site officiel du projet balaie tout cet argumentaire par un article avançant que le coût par minute gagné de la ligne nouvelle serait 70% inférieur que celui des aménagements proposées (V220 et shunts). Ce à quoi les opposants ont répondu sur un site parodique, qui répond également à tous les autres arguments des promoteurs.
Les opposants au projet ont organisé un rassemblement en avril 2022 pour marquer leur détermination contre ce projet.
Cependant, plusieurs études indépendantes dont celle de l'école polytechnique de Lausanne et celle commandée par la FNAUT, mettent à mal de nombreux arguments des opposants à la LGV.
Le réaménagement des lignes existantes pour faire circuler des trains à 220km/h aurait de nombreux impacts sur les territoires desservis par la ligne actuelle.
- Le ripage des courbes, la création de shunt et l’élargissement de l'entraxe des voies nécessaire à une circulation à haute vitesse sur la ligne classique impacteraient le foncier parfois très urbanisé de la vallée de la Garonne. De nombreuses expropriations seraient nécessaires aux abords des voies et les nuisances sonores seraient multipliées par la circulation des trains à 220km/h en zone dense au lieu des 160km/h actuel[27].
- L'augmentation des vitesses de circulations entre les trains rapides, circulant à 220km/h sur la ligne classique et les trains desservant plus finement le territoire entrainerait une diminution de la capacité des lignes actuelles et donc limiterait les possibilités de création de nouveaux horaires pour les trains du quotidien. cela pourrait empêcher un report modal efficace de la voiture vers le train pour les trajets du quotidien.
- Toujours selon l'étude commandée par la FNAUT, sur la liaison Bordeaux - Toulouse, un réaménagement de la ligne actuelle n’entrainerait pas de report modal significatif sur la liaison Toulouse - Paris, alors qu'une ligne nouvelle rapprochant Toulouse à 3h10 de Paris en TGV permettrait d'atteindre 70% des parts de marché, impactant considérablement la décarbonation des transports[35].
- La mise à grande vitesse d'une partie de la transversale Sud ouvrirait la possibilité de liaisons à grandes vitesses entre quatre des plus grandes aires urbaines françaises Bordeaux - Toulouse - Montpellier, Lyon et Marseille, concurrençant fortement l'aérien grâce à des temps de parcours améliorés en TGV. Cela permettrait de se rapprocher ainsi de l'objectif de décarbonation des transports.